# وزغ بیل‌پای غربی
وزغ بیل‌پای غربی (نام علمی: Pelobates cultripes) نام یک گونه از تیره وزغ بیل‌پای اروپایی است.